# 2020年國家大呼拉爾選舉
2020年蒙古國家大呼拉爾選舉於2020年6月24日舉行，選出新一屆國家大呼拉爾全數76位議員。合資格選民約有200萬人，投票率超過7成。結果蒙古人民黨取得壓倒性的62席，繼續執政。